# Mara León
Mara León (Sevilla, 16 de abril de 1970) es una artista y fotógrafa española. Trabaja en fotografía conceptual, que ella define como "la supremacía de la idea del artista ante la obra materializada" y emplea en el proceso su propio cuerpo "como un reflejo". En el año 2002 terminó sus estudios de Grado Superior con especialidad en Fotografía Artística en Sevilla. Y en 2009, tras realizar un curso avanzado de iluminación, terminó el Máster Internacional de Fotografía Conceptual en la escuela de fotografía EFTI de Madrid, siendo la primera de su promoción.

## Obra

### 008
Con el título 008, la artista presentó un autorretrato en la categoría Paisajes del Cuerpo del festival PHotoEspaña en 2013. Por esta obra, que muestra un rostro que mira frontalmente a la cámara y en el que no se ocultan ni los defectos ni el paso del tiempo, la artista fue galardonada con el primer premio otorgado por la Alliance française y la Fundación Pilar Citoler.
"Nuestro cuerpo, al igual que la naturaleza, recoge los agravios del tiempo, nos desnuda, madurando con sutilezas imperceptibles nuestro cuerpo, como si de un paisaje se tratase".

### Proyecto 730
La fotógrafa tuvo un cáncer de pecho y sufrió una masectomía en 2013. Para sensibilizar sobre el tiempo transcurrido entre la eliminación del cáncer y la reconstrucción del pecho (una media de 2 años, 730 días), la fotógrafa creó en Facebook una página con el nombre Proyecto 730. Comparte un autorretrato de su cuerpo antes de la reconstrucción del pecho y pide ayuda para poner esa foto en centros de salud de Andalucía. Con esta iniciativa, León busca denunciar los recortes en la sanidad que provocan estas largas listas de espera que sufren las mujeres.

## Exposiciones

### Individuales
- 2014 – Galería Rafael Ortiz “El cuerpo y el lugar”. Sevilla, España.
- 2014 – Santaella Contemporánea – “Certezas”.
- 2016 – Galería Cero.

### Colectivas
- 2009 – EFTI PHotoEspaña 2008. Sala EFTI. Madrid, España.
- 2009 – Selección EFTI 09. Ayuntamiento de Alcorcón. Madrid, España.
- 2010 – Galería Cero, (INCÓMODOS). Madrid, España.
- 2010 – SF Sevilla Foto. ESCLAVOS.
- 2011 – Sestao Photo. ESCLAVOS.
- 2011 – Círculo de Bellas Artes Madrid. PHE11 RETRATOS.
- 2012 – Alcorcón “Nuevos valores de la fotografía Española”.
- 2012 – Ministerio de Cultura MOSTRA ESPANHA 2011 “Nuevos valores de la fotografía Española”. Oporto, Portugal.
- 2013 – Galería EFTI “En pelotas” Madrid, España.
- 2013 – PHotoEspaña 2013 “Paisajes del Cuerpo” Madrid, España.
- 2013 – Hemeroteca Biarritz “Paisajes del Cuerpo” Francia.
- 2013 – Festival de VideoArte – Talavera de la Reina, Toledo, España.
- 2013 – Galería Cero, MINIMOS.
- 2014 – PA-TA-TA Festival de fotografía. Granada, España.
- 2016 – Bienal Pilar Citoler . Córdoba, España.

## Premios y becas
- 2009 – EFTI: Mención Especial N.º 1 de Promoción Master Internacional Fotografía Conceptual.
- 2013 – Primer Premio – Pieza 008 – Concurso internacional de Fotografía Alliance Française y Fundación Pilar Citoler.[9]
- 2015 – Finalista Premio Internacional Pilar Citoler.